# Manoir de Knoop
Le manoir de Knoop (Herrenhaus Knoop) est un château néoclassique situé à l'ouest de Kiel-Holtenau, dans la commune d'Altenholz dans le Schleswig-Holstein (Allemagne septentrionale).

## Histoire
Les terres ont été mentionnées pour la première fois en 1322. Son propriétaire était Lupus de Knope (Wolf/Wulf von Knoop). Le blason d'Altenholz montre du reste un loup (lupus en latin) sautant d'un arbre. Le domaine, qui se trouve dans le duché de Schleswig, passe ensuite aux familles von der Wisch, von Rantzau (de) et von Buchwaldt.
Le puissant comte Carl Heinrich Schimmelmann, propriétaires de palais à Copenhague et Hambourg et du château d'Ahrensburg, l'achète en 1776. Il le donne en dot à sa fille Cornelia (1759-1826) qui épouse le comte Heinrich Friedrich von Baudissin (1753-1818). Ses descendants le vendent en 1868 au négociant danois, Ingward Martin Clausen.

## Architecture
L'ancien Wasserburg (Arx Cnopia) en deux corps de bâtiment laisse la place à un manoir classique construit entre 1759 et 1800 par le Danois Axel Bundsen. Un portique majestueux de quatre colonnes ioniques soutenant un fronton à la grecque orne la façade. On trouve aussi dans le parc un pavillon de thé, construit en 1910 par l'architecte brêmois Rudolf Alexander Schröder. Il se présente sous la forme d'un petit temple dorique de 20 m2 et a été restauré pour 60 000 euros en 2008.

## Source

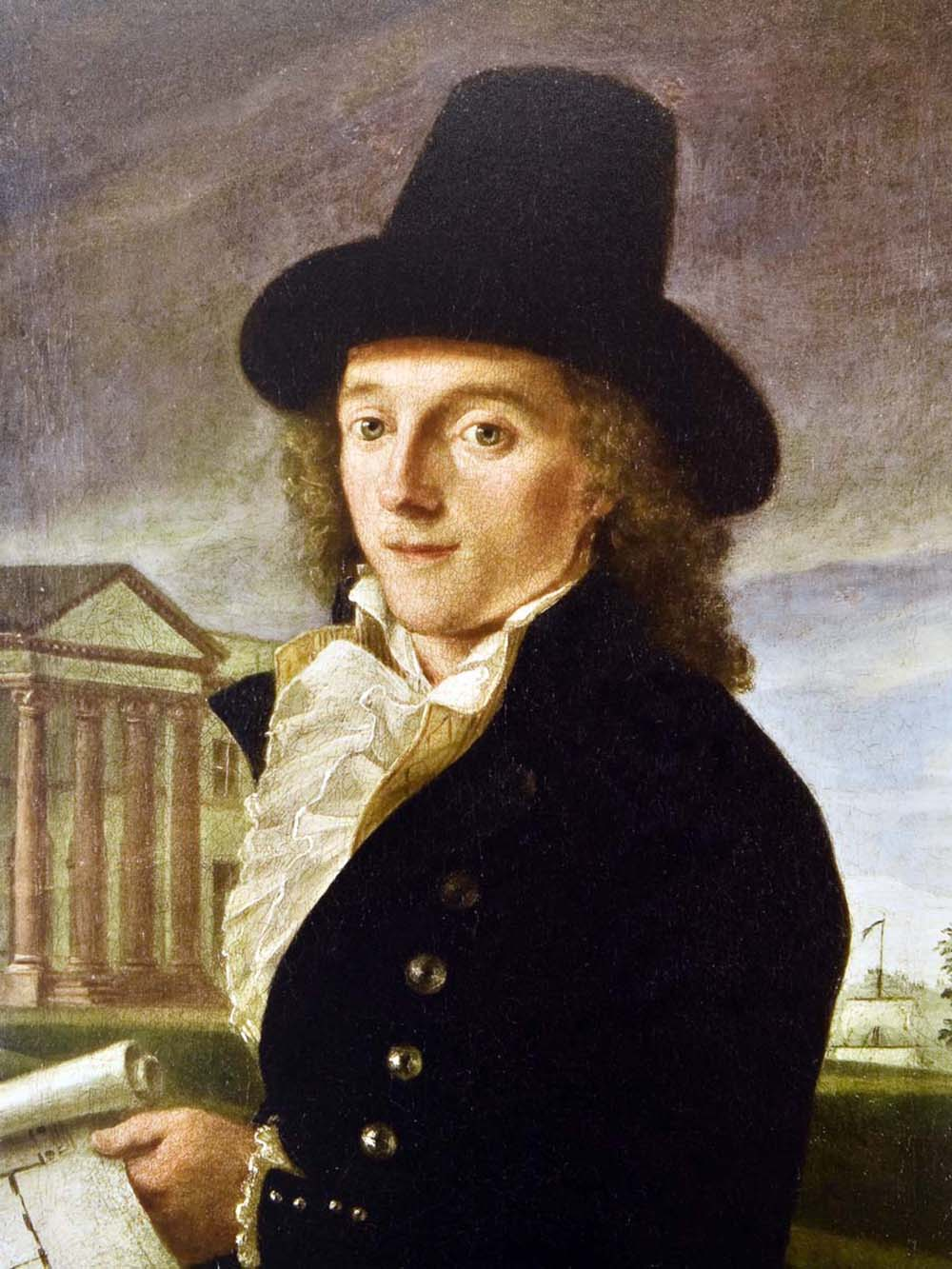
Axel Bundsen (1762-1832)

- (de) Cet article est partiellement ou en totalité issu de l’article de Wikipédia en allemand intitulé « Gut Knoop » (voir la liste des auteurs).